# Calcio Monza 1999-2000
Questa pagina raccoglie le informazioni riguardanti il Calcio Monza nelle competizioni ufficiali della stagione 1999-2000.

## Stagione
Nella stagione 1999-2000 il Monza disputa il campionato di Serie B, raccoglie 47 punti con il quattordicesimo posto della classifica. Termina con questa stagione al Monza, dopo diciannove anni la presidenza di Valentino Giambelli. La squadra brianzola viene ancora affidata a Pierluigi Frosio e presenta in attacco Alessandro Ambrosi un attaccante debuttante nella serie cadetta, ma che molto bene ha fatto nelle scorse stagioni nei campionati di Serie C disputati nelle regioni meridionali, in questa stagione realizza 12 reti, confermando la fiducia datagli. Discreto anche l'apporto delle 9 reti, realizzate dal croato Drazen Brncic. Il campionato del Monza è stato combattuto in modo costante nelle zone basse della classifica, il girone di andata si è concluso con i biancorossi a 23 punti, tre punti sopra la zona critica. Il girone di ritorno è iniziato senza vittorie, con tre pareggi e la sconfitta (2-1) di Empoli, viene allora esonerato Pierluigi Frosio, e sostituito da Roberto Antonelli, anche con l'ex fantasista di Milan e Monza il campionato dei brianzoli non cambia sostanza, ma arriva comunque una meritata salvezza. Nella Coppa Italia il Monza disputa il gruppo 3 del turno preliminare, che è stato vinto dal Genoa.

## Rosa
| N. |                                 | Ruolo | Calciatore           |
| -- | ------------------------------- | ----- | -------------------- |
| 1  | Italia (bandiera)               | P     | Alessandro Cesaretti |
| 2  | Italia (bandiera)               | D     | Paolo Cozzi          |
| 3  | Italia (bandiera)               | D     | Vincenzo Esposito    |
| 4  | Italia (bandiera)               | D     | Gianpaolo Castorina  |
| 5  | Italia (bandiera)               | D     | Morris Molinari      |
| 6  | Italia (bandiera)               | C     | Alberto Colombo      |
| 7  | Francia (bandiera)              | D     | Patrice Evra         |
| 8  | Italia (bandiera)               | C     | Valter Bonacina      |
| 9  | Italia (bandiera)               | A     | Alessandro Ambrosi   |
| 10 | Italia (bandiera)               | A     | Fabio Vignaroli      |
| 11 | Italia (bandiera)               | A     | Gianluca Triuzzi     |
| 12 | Belgio (bandiera)               | P     | Jean François Gillet |
| 13 | Bosnia ed Erzegovina (bandiera) | A     | Marko Topić          |
| 14 | Italia (bandiera)               | C     | Franco Florio        |
| 15 | Algeria (bandiera)              | D     | Samir Beloufa        |

| N. |                    | Ruolo | Calciatore            |
| -- | ------------------ | ----- | --------------------- |
| 16 | Croazia (bandiera) | D     | Dario Smoje           |
| 17 | Croazia (bandiera) | C     | Dražen Brnčić         |
| 18 | Italia (bandiera)  | C     | Fabio Bellotti        |
| 19 | Italia (bandiera)  | D     | Niccolò Rossi         |
| 20 | Italia (bandiera)  | A     | Massimo Ganci         |
| 21 | Italia (bandiera)  | C     | Roberto Cau           |
| 22 | Italia (bandiera)  | P     | Salvatore Corsaro     |
| 23 | Italia (bandiera)  | C     | Luca Corbellini       |
| 24 | Italia (bandiera)  | C     | Christian Lantignotti |
| 25 | Italia (bandiera)  | C     | Vincenzo Mazzeo       |
| 26 | Italia (bandiera)  | D     | Massimo Susic         |
| 27 | Italia (bandiera)  | D     | Maurizio Bedin        |
| 28 | Italia (bandiera)  | D     | Simone Pezzella       |
| 29 | Italia (bandiera)  | P     | Giuseppe Gatta        |

## Risultati

### Serie B

#### Girone di andata
| Arbitro: | Branzoni (Pavia) |

|                                   |           |           |
| G. Ferrari 54’ (rig.) Memmo 90+7’ | Marcatori | 40’ Smoje |

| Monza 5 settembre 1999 2ª giornata | Monza           | 0 – 0 | Napoli | Stadio Brianteo\| Arbitro: \| Braschi (Prato) \| |
| Arbitro:                           | Braschi (Prato) |       |        |                                                  |

| Arbitro: | Cassarà (Palermo) |

|                     |           |             |
| Apa 19’ Guzzo 90+2’ | Marcatori | 45’ Ambrosi |

| Arbitro: | Pirrone (Messina) |

|             |           |  |
| Ambrosi 55’ | Marcatori |  |

| Arbitro: | Zaltron (Bassano del Grappa) |

|                               |           |                     |
| L. Beghetto 22’, 56’ Toni 35’ | Marcatori | 37’ (rig.) Bonacina |

| Arbitro: | Guiducci (Arezzo) |

|             |           |           |
| Ambrosi 17’ | Marcatori | 2’ Atzori |

| Arbitro: | Pellegrino (Barcellona Pozzo di Gotto) |

|             |           |                |
| Ambrosi 12’ | Marcatori | 65’ Zanoncelli |

| Arbitro: | Nucini (Bergamo) |

|                |           |           |
| Di Michele 29’ | Marcatori | 24’ Topic |

| Arbitro: | Bazzoli (Merano) |

|          |           |  |
| Topic 5’ | Marcatori |  |

| Arbitro: | Branzoni (Pavia) |

|                |           |            |
| Carparelli 10’ | Marcatori | 51’ Florio |

| Verona 14 novembre 1999 11ª giornata | Chievo           | 0 – 0 | Monza | Stadio Marcantonio Bentegodi\| Arbitro: \| Pin (Conegliano) \| |
| Arbitro:                             | Pin (Conegliano) |       |       |                                                                |

| Arbitro: | Serena (Bassano del Grappa) |

|                    |           |               |
| Ambrosi 45’ (rig.) | Marcatori | 74’ Ferrarese |

| Arbitro: | Saccani (Mantova) |

|  |           |            |
|  | Marcatori | 54’ Brncic |

| Arbitro: | Pirrone (Messina) |

|           |           |  |
| Brncic 9’ | Marcatori |  |

| Arbitro: | Bertini (Arezzo) |

|                           |           |                                    |
| Barollo 6’ Manzo 67’, 71’ | Marcatori | 23’ (rig.) Ambrosi 44’, 50’ Brncic |

| Arbitro: | Collina (Viareggio) |

|               |           |                |
| Vignaroli 84’ | Marcatori | 38’ Vergassola |

| Arbitro: | Zaltron (Bassano del Grappa) |

|                         |           |                             |
| Vignaroli 26’ Topic 46’ | Marcatori | 15’ Baiano 51’ (aut.) Smoje |

| Arbitro: | Nucini (Bergamo) |

|                                 |           |             |
| Comandini 16’ (rig.) Bucchi 79’ | Marcatori | 90’ Ambrosi |

| Monza 16 gennaio 2000 19ª giornata | Monza            | 0 – 0 | Pescara | Stadio Brianteo\| Arbitro: \| Branzoni (Pavia) \| |
| Arbitro:                           | Branzoni (Pavia) |       |         |                                                   |

#### Girone di ritorno
| Arbitro: | Pin (Conegliano) |

|                 |           |                        |
| Lantignotti 53’ | Marcatori | 61’ (rig.) M. Veronese |

| Arbitro: | Gabriele (Frosinone) |

|                      |           |                        |
| C. Bellucci 26’, 53’ | Marcatori | 27’ Mazzeo 76’ Ambrosi |

| Monza 13 febbraio 2000 22ª giornata | Monza               | 0 – 0 | Cosenza | Stadio Brianteo\| Arbitro: \| Strazzera (Trapani) \| |
| Arbitro:                            | Strazzera (Trapani) |       |         |                                                      |

| Arbitro: | Gabriele (Frosinone) |

|                            |           |          |
| Saudati 24’ Cappellini 33’ | Marcatori | 8’ Topic |

| Arbitro: | Soffritti (Ferrara) |

|           |           |                |
| Topic 13’ | Marcatori | 21’ Bortoluzzi |

| Arbitro: | Strazzera (Trapani) |

|                |           |  |
| Grabbi 6’, 74’ | Marcatori |  |

| Arbitro: | Racalbuto (Gallarate) |

|             |           |  |
| Stroppa 19’ | Marcatori |  |

| Arbitro: | Pin (Conegliano) |

|             |           |               |
| Ambrosi 16’ | Marcatori | 9’ Di Michele |

| Arbitro: | Preschern (Mestre) |

|                                   |           |             |
| Doni 19’ D. Zenoni 39’ Caccia 46’ | Marcatori | 81’ Ambrosi |

| Arbitro: | Pin (Conegliano) |

|                          |           |                |
| Vignaroli 53’ Brncic 88’ | Marcatori | 67’ Carparelli |

| Arbitro: | Gabriele (Frosinone) |

|                       |           |              |
| Topic 26’ Colombo 78’ | Marcatori | 74’ Aglietti |

| Pistoia 22 aprile 2000 31ª giornata | Pistoiese           | 0 – 0 | Monza | Stadio Comunale\| Arbitro: \| P. Rossi (Ciampino) \| |
| Arbitro:                            | P. Rossi (Ciampino) |       |       |                                                      |

| Arbitro: | Zaltron (Bassano del Grappa) |

|                                    |           |              |
| Vignaroli 10’, 58’ Brncic 65’, 81’ | Marcatori | 48’ Chianese |

| Arbitro: | Nucini (Bergamo) |

|                |           |                            |
| Kanyengele 30’ | Marcatori | 29’ Brncic 88’ Lantignotti |

| Arbitro: | Strazzera (Trapani) |

|                 |           |                 |
| Lantignotti 56’ | Marcatori | 84’ Campolonghi |

| Arbitro: | Bazzoli (Merano) |

|                                 |           |                 |
| Castorina 21’ (aut.) Flachi 83’ | Marcatori | 56’ Lantignotti |

| Arbitro: | Collina (Viareggio) |

|                               |           |                      |
| P. Bresciani 37’ Stellini 87’ | Marcatori | 9’ Mazzeo 16’ Brncic |

| Arbitro: | Pirrone (Messina) |

|                            |           |           |
| Mazzeo 10’ Lantignotti 43’ | Marcatori | 71’ Luiso |

| Arbitro: | Gabriele (Frosinone) |

|                                         |           |                                  |
| F. Giampaolo 10’, 17’ Zanini 23’ (rig.) | Marcatori | 20’, 37’ Ambrosi 65’ Lantignotti |

### Coppa Italia

#### Turno preliminare - Girone 3
| Arbitro: | Preschern (Mestre) |

|             |           |                                                           |
| Triuzzi 19’ | Marcatori | 19’ Mignani 53’ Martusciello 70’ Cappellini 82’ Di Natale |

| Arbitro: | Serena (Bassano del Grappa) |

|                             |           |                             |
| Brevi 62’ Alteri 87’ (rig.) | Marcatori | 10’ Bonacina 77’ A. Colombo |

| Arbitro: | Farina (Novi Ligure) |

|            |           |  |
| Parente 2’ | Marcatori |  |

| Arbitro: | Castellani (Verona) |

|                               |           |                         |
| Vignaroli 31’, 70’ Florio 87’ | Marcatori | 76’ (rig.), 90+3’ Pirri |

| Arbitro: | Guiducci (Arezzo) |

|                      |           |  |
| Castorina 45’ (aut.) | Marcatori |  |

| Arbitro: | Soffritti (Ferrara) |

|                              |           |          |
| Topić 47’ Triuzzi 58’ (rig.) | Marcatori | 1’ Zubin |

## Statistiche

### Statistiche di squadra
| Competizione | Punti | In casa | In casa | In casa | In casa | In casa | In casa | In trasferta | In trasferta | In trasferta | In trasferta | In trasferta | In trasferta | Totale | Totale | Totale | Totale | Totale | Totale | DR |
| Competizione | Punti | G       | V       | N       | P       | Gf      | Gs      | G            | V            | N            | P            | Gf           | Gs           | G      | V      | N      | P      | Gf     | Gs     | DR |
| ------------ | ----- | ------- | ------- | ------- | ------- | ------- | ------- | ------------ | ------------ | ------------ | ------------ | ------------ | ------------ | ------ | ------ | ------ | ------ | ------ | ------ | -- |
| Serie B      | 47    | 19      | 7       | 12      | 0       | 23      | 14      | 19           | 2            | 8            | 9            | 22           | 32           | 38     | 9      | 20     | 9      | 45     | 46     | -1 |
| Coppa Italia | 7     | 3       | 2       | 0       | 1       | 6       | 7       | 3            | 0            | 1            | 2            | 2            | 4            | 6      | 2      | 1      | 3      | 8      | 11     | -3 |
| Totale       |       | 22      | 9       | 12      | 1       | 29      | 21      | 22           | 2            | 9            | 11           | 24           | 36           | 44     | 11     | 21     | 12     | 53     | 57     | -4 |

### Statistiche dei giocatori
| Giocatore      | Serie B  | Serie B | Serie B     | Serie B    | Coppa Italia | Coppa Italia | Coppa Italia | Coppa Italia | Totale   | Totale | Totale      | Totale     |
| Giocatore      | Presenze | Reti    | Ammonizioni | Espulsioni | Presenze     | Reti         | Ammonizioni  | Espulsioni   | Presenze | Reti   | Ammonizioni | Espulsioni |
| -------------- | -------- | ------- | ----------- | ---------- | ------------ | ------------ | ------------ | ------------ | -------- | ------ | ----------- | ---------- |
| A. Ambrosi     | 36       | 12      | ?           | ?          | ?            | ?            | ?            | ?            | 36+      | 12+    | ?           | ?          |
| M. Bedin       | 27       | 0       | ?           | ?          | ?            | ?            | ?            | ?            | 27+      | 0+     | ?           | ?          |
| S. Beloufa     | 12       | 0       | ?           | ?          | ?            | ?            | ?            | ?            | 12+      | 0+     | ?           | ?          |
| V. Bonacina    | 33       | 1       | ?           | ?          | ?            | ?            | ?            | ?            | 33+      | 1+     | ?           | ?          |
| D. Brncic      | 37       | 9       | ?           | ?          | ?            | ?            | ?            | ?            | 37+      | 9+     | ?           | ?          |
| G. Castorina   | 32       | 0       | ?           | ?          | ?            | ?            | ?            | ?            | 32+      | 0+     | ?           | ?          |
| R. Cau         | 9        | 0       | ?           | ?          | ?            | ?            | ?            | ?            | 9+       | 0+     | ?           | ?          |
| A. Cesaretti   | 5        | -5      | ?           | ?          | ?            | ?            | ?            | ?            | 5+       | -5+    | ?           | ?          |
| A. Colombo     | 20       | 1       | ?           | ?          | ?            | ?            | ?            | ?            | 20+      | 1+     | ?           | ?          |
| P. Cozzi       | 29       | 0       | ?           | ?          | ?            | ?            | ?            | ?            | 29+      | 0+     | ?           | ?          |
| V. Esposito    | 22       | 0       | ?           | ?          | ?            | ?            | ?            | ?            | 22+      | 0+     | ?           | ?          |
| P. Evra        | 3        | 0       | ?           | ?          | ?            | ?            | ?            | ?            | 3+       | 0+     | ?           | ?          |
| F. Florio      | 28       | 1       | ?           | ?          | ?            | ?            | ?            | ?            | 28+      | 1+     | ?           | ?          |
| M. Ganci       | 4        | 0       | ?           | ?          | ?            | ?            | ?            | ?            | 4+       | 0+     | ?           | ?          |
| G. Gatta       | 1        | -1      | ?           | ?          | ?            | ?            | ?            | ?            | 1+       | -1+    | ?           | ?          |
| J. Gillet      | 33       | -40     | ?           | ?          | ?            | ?            | ?            | ?            | 33+      | -40+   | ?           | ?          |
| C. Lantignotti | 21       | 6       | ?           | ?          | ?            | ?            | ?            | ?            | 21+      | 6+     | ?           | ?          |
| V. Mazzeo      | 35       | 3       | ?           | ?          | ?            | ?            | ?            | ?            | 35+      | 3+     | ?           | ?          |
| M. Molinari    | 6        | 0       | ?           | ?          | ?            | ?            | ?            | ?            | 6+       | 0+     | ?           | ?          |
| S. Pezzella    | 2        | 0       | ?           | ?          | ?            | ?            | ?            | ?            | 2+       | 0+     | ?           | ?          |
| L. Redaelli    | 1        | 0       | ?           | ?          | ?            | ?            | ?            | ?            | 1+       | 0+     | ?           | ?          |
| N. Rossi       | 6        | 0       | ?           | ?          | ?            | ?            | ?            | ?            | 6+       | 0+     | ?           | ?          |
| D. Smoje       | 30       | 1       | ?           | ?          | ?            | ?            | ?            | ?            | 30+      | 1+     | ?           | ?          |
| M. Susic       | 19       | 0       | ?           | ?          | ?            | ?            | ?            | ?            | 19+      | 0+     | ?           | ?          |
| M. Topic       | 25       | 6       | ?           | ?          | ?            | ?            | ?            | ?            | 25+      | 6+     | ?           | ?          |
| G. Triuzzi     | 20       | 0       | ?           | ?          | ?            | ?            | ?            | ?            | 20+      | 0+     | ?           | ?          |
| F. Vignaroli   | 33       | 5       | ?           | ?          | ?            | ?            | ?            | ?            | 33+      | 5+     | ?           | ?          |